# Santo Tomás, Nicaragua
Santo Tomás är en kommun (municipio) i Nicaragua med 18 754 invånare (2012). Den ligger i den bergiga centrala delen av landet i departementet Chontales, 20 kilometer öster om Juigalpa. Santo Tomás är en jordbruksbygd med omfattande på boskapsskötsel.

## Geografi
Santo Tomás gränsar till kommunerna San Pedro de Lóvago i väster och norr, till Santo Domingo i norr, Muelle de los Bueyes och Villa Sandino i öster, amt till Acoyapa i söder. Kommunens största ort är centralorten Santo Tomás med 11 678 invånare (2005).

## Historia
Santo Tomás är ett gammalt indiansamhälle. Vid folkräkningen 1685 fanns där 58 invånare, alla indianer. Kommunen hette ursprungligen Lovigüisca och centralorten låg vid Río Mico där byn Los Mollejones nu ligger, 6 kilometer öster om den nuvarande centralorten. År 1861 fick kommunen tillstånd att flytta centralorten till dess nuvarande läge, och samtidigt döptes kommunen om till Santo Tomás.
Santo Tomás upphöjdes 1972 från pueblo till rangen av ciudad (stad).

## Transporter
Santo Tomás ligger längs landsvägen från Managua och Juigalpa till El Rama och Bluefields.

## Religion
Kommunen firar sin festdag den 19 mars till minne av Jesus fader, Sankt Josef från Nasaret.